# 范琼英
范琼英（1984年8月24日—），是越南的女歌手。在越南河内市出生。与同名的越南裔比利时女歌手范琼英不是同一人。